# Reurieth
Reurieth est une commune allemande de l'arrondissement de Hildburghausen, Land de Thuringe.

## Géographie
Reurieth se situe le long de la Werra, où la rejoint la Zeilbach.
| Beinerstadt    | Grimmelshausen Ehrenberg | Kloster Veßra  |
| Sankt Bernhard | Reurieth                 | Hildburghausen |
| Dingsleben     | Römhild                  |                |

## Histoire
Reurieth est mentionné pour la première fois en 1117.
Reurieth est la scène de chasses aux sorcières entre 1685 et 1688.

## Source, notes et références
- (de) Cet article est partiellement ou en totalité issu de l’article de Wikipédia en allemand intitulé « Reurieth » (voir la liste des auteurs).